# Karl Kiepfer
Karl Kiepfer (ur. 1906, zm. ?) – zbrodniarz nazistowski, członek załogi niemieckiego obozu koncentracyjnego Dachau i SS-Hauptscharführer.
Członek NSDAP, SS (od 1933) i Waffen-SS (od 1938). Od lutego 1939 do maja 1944 pełnił służbę w obozie głównym Dachau jako urzędnik administracji i kierownik komanda więźniarskiego. Uczestniczył także w ewakuacji obozu.
W procesie członków załogi Dachau (US vs. Nikolaus Fiedler i inni), który miał miejsce w dniach 22–23 maja 1947 przed amerykańskim Trybunałem Wojskowym w Dachau skazany został na 3 lata pozbawienia wolności za składanie karnych raportów na więźniów.